# Litschau
Litschau – miasto w Austrii, w kraju związkowym Dolna Austria, w powiecie Gmünd. Według Austriackiego Urzędu Statystycznego liczyło 2 283 mieszkańców (1 stycznia 2014).

## Współpraca
Miejscowość partnerska:
- Enzersdorf an der Fischa, Dolna Austria